# Municipio de Levey
El municipio de Levey (en inglés: Levey Township) es un municipio ubicado en el condado de Sac en el estado estadounidense de Iowa. En el año 2010 tenía una población de 807 habitantes y una densidad poblacional de 8,78 personas por km².

## Geografía
El municipio de Levey se encuentra ubicado en las coordenadas 42°14′56″N 95°8′23″O / 42.24889, -95.13972. Según la Oficina del Censo de los Estados Unidos, el municipio tiene una superficie total de 91.89 km², de la cual 91,62 km² corresponden a tierra firme y (0,29 %) 0,26 km² es agua.

## Demografía
Según el censo de 2010, había 807 personas residiendo en el municipio de Levey. La densidad de población era de 8,78 hab./km². De los 807 habitantes, el municipio de Levey estaba compuesto por el 99,26 % blancos, el 0,12 % eran afroamericanos, el 0,25 % eran asiáticos y el 0,37 % eran de una mezcla de razas. Del total de la población el 0,12 % eran hispanos o latinos de cualquier raza.